# Kvindelig Idrætsforening
Kvindelig Idrætsforening (KI) var en dansk idrætsforening for kvinder, som blev stiftet i København den 26. maj 1906. Foreningen blev oprettet af udbrydere fra Københavns Kvindelige Gymnastikforening (KKG), der havde forladt KKG på grund af foreningens manglende accept af behovet for et elitehold i gymnastik.
KI havde fra begyndelsen gymnastik og svømning på programmet, og i begge idrætsgrene sendte foreningen deltagere til de olympiske lege og opnåede derved en del presseomtale. Ved OL i 1920 blev KI's Stefanie Fryland Clausen endda dobbelt olympisk mester i udspring fra 5 m- og 10 m-tårn. I 1948 vandt KI igen OL-medalje i udspring, denne gang ved Birte Christoffersen, som hjembragte en bronzemedalje.
Fra 1930'erne til sidst i 1970'erne var KI blandt landets bedste håndboldklubber for kvinder og vandt i denne periode bl.a. syv danmarksmesterskaber. Og spillere fra KI dominerede de første kvindelige håndboldlandshold.
I 1960'erne dalede interessen for gymnastik og svømning imidlertid så meget, at man i 1969 besluttede at lukke de to afdelinger og videreføre foreningen som en ren håndboldklub. Kvindelig Idrætsforening havde i mange år et tæt samarbejde med Idrætsforeningen Ajax, og de to klubber fusionerede den 2. maj 1989 under navnet Ajax København.

## Historie

### Stiftelse
I København blev der fra midt i 1880'erne dannet adskillige gymnastik- og idrætsforeninger for kvinder. Den første, Københavns Kvindelige Gymnastikforening (KKG), blev stiftet i 1886 af en lille gruppe gymnastiklærerinder med det formål at udøve og udbrede svensk gymnastik. Fra 1901 havde KKG et "elitehold", som blev ledet af en mandlig gymnastiklærer, Aage Budtz-Jørgensen. Holdet trænede tre gange om ugen, og en optagelsesprøve sikrede, at kun de dygtigste gymnaster kom på holdet. Eliteholdet skabte dog intern splid i KKG, og formanden Amalie Præstgaard trak sig i 1902, fordi hun mente at gymnastikken på eliteholdet var for "kraftig og mandspræget". Konflikten kulminerede på en generalforsamling den 21. maj 1906, hvor det lykkedes bestyrelsen at opnå et flertal imod eliteholdets krav om selv at kunne vælge en leder.
Påvirkede af nederlaget forlod eliteholdet KKG, og et par dage efter stiftede de Kvindelig Idrætsforening (KI), hvis formål ud over svensk gymnastik var at virke for "anden idræt". KI havde en mere positiv opfattelse af kvinders kraftudfoldelser i gymnastik end KKG og meldte sig i 1907 ind i Dansk Gymnastik-Forbund, mens KKG kom til at høre hjemme i DDS, og de to foreninger kom således til at repræsentere hver sin side af brudfladen mellem sport og gymnastik i dansk idræt.
KI og KKG fortsatte imidlertid med at samarbejdede om gymnastikopvisninger, ligesom de begge stræbte efter at øge kvinders indflydelse på kvindegymnastikkens ledelse. Alligevel vedblev foreningerne langt op i 1930'erne både internt og eksternt at markere de indbyrdes forskelle og opfattelser af, hvad "rigtig" kvindegymnastik skulle indeholde.
KI's ledere var i vid udstrækning gymnastiklærerinder, som arbejdede i skoleregi. Foreningen tilbød udover gymnastik og idræt også sociale aktiviteter i form af møder, foredrag (ofte om kvindepolitiske emner), fester og udflugter.
I slutningen af 1920'erne havde foreningen ca. 1900 medlemmer. 

### De første idrætsaktiviteter
KI havde fra begyndelsen gymnastik og svømning på programmet, og i begge idrætsgrene sendte foreningen deltagere til de olympiske lege og opnåede derved en del presseomtale. I 1908 blev et opvisningshold under ledelse af Nanna Lønborg udpeget til at repræsentere Danmark ved de olympiske lege i London, og 12 år senere var Astrid Dahlberg fra KI leder af de danske kvindegymnastikhold ved OL i Antwerpen. Ved samme OL opnåede Stefanie Fryland Clausen guldmedalje både i 5 og 10 m udspring, og i London i 1948 fik Birte Christoffersen bronzemedalje – ligeledes i udspring. KI kan endvidere bryste sig af en europamester i tårnspring i skikkelse af Inge Beeken, som vandt EM-titlen i 1938, og i 1950 vandt Birte Christoffersen yderligere to EM-bronzemedaljer i udspring.
I 1911 fik foreningen egne klublokaler på øverste etage i den nyopførte Københavns Idrætspark. Den tilhørende tagterrasse blev anvendt til friluftsgymnastik og solbadning. Et par år senere blev der anlagt en særlig "kvindebane" i Fælledparken, hvor medlemmerne kunne dyrke boldspil, spydkast og stangspring. I 1923 kunne KI indvie Kvindelig Idrætsforenings Badeanstalt, og i 1928 erhvervede foreningen den nordsjællandske ejendom Plantagely, der blev anvendt som sommerhjem for medlemmerne.
I 1960'erne dalede interessen for gymnastik og svømning så meget, at man i 1969 besluttede at lukke de to afdelinger og videreføre foreningen som en ren håndboldklub.

### Håndbold
Da håndboldspillet blev "opfundet", fik KI også hurtigt det på programmet, og lektor Poul Jørgensen førte KI frem til en af landets førende kvindelige håndboldklubber – KI var placeret blandt de bedste såvel i bredde som i styrke. Det blev til Danmarksmesterskaber i 1936, 1938, 1943, 1944, 1947, 1950 og 1954.
Da Dansk Håndbold's første kvindelige landshold blev sat i september 1947 til de nordiske mesterskaber, besatte KI 6 ud af de 10 pladser, holdet dengang bestod af. Spillerne fra KI var Thora Barfoed, Else Bischoff, Gudrun Hansen, Karen Hansen, Birthe Lemberg og Iben Nielsen Skovby.
I 1965-66 afviklede Dansk Håndbold for første gang Danmarksturneringen i håndbold for damer. KI kom imidlertid ikke med i 1. division, men i 1966-67 fik KI Arne Kristensen fra HG som træner, og allerede i den første sæson under hans ledelse rykkede holdet op i 1. division. Samme år blev KI imidlertid hjemløs, idet Gymnastikhøjskolen på Nørre Allé, hvor KI havde mange træningstimer, bl.a. seniortræningen for håndboldspillerne, opsagde alle lejemål, så seniorspillerne ingen steder havde at træne før Bavnehøjhallen på Vesterbro blev indviet den 12. juni 1968. Denne sæson bestod holdets træning derfor udelukkende af træningskampe mod fremmede klubber på udebane.
Men den alternative træning bar frugt. Både i sæsonen 1966-67 og 1967-68 opnåede holdet DM-bronzemedaljer, og både i 1967 og 1968 kvalificerede holdet sig til finalen i DHF's Landspokalturnering. Begge finaler blev dog tabt på udebane – i 1967 mod FIF med 14-11 og i 1968 mod Glostrup IC med 7-6.
I 1969 stoppede Arne Kristensen som træner, og i 1969-70 blev holdet kun nr. 9 i 1. division og rykkede dermed ned i 2. division. I 1972 vendte Kristensen imidlertid tilbage, og igen rykkede holdet med det samme op i 1. division, hvor det i denne omgang forblev i fire år. I 1976 var KI for tredje gang i landspokalfinalen, hvor det i en meget tæt kamp i Svendborg Idrætshal blev til nederlag på 11-10 mod Svendborg HK.
I 1975 stoppede Arne Kristensen for anden gang som træner, og i 1977 rykkede holdet ned i 2. division igen. I 1983 fortsatte turen nedad til 3. division, og i 1986 rykkede klubben helt ned i Danmarksserien.

### Fusion med Ajax
Det havde været svært for KI at skifte kvarter fra Nørre Allé til Bavnehøjhallen. Det kneb med tilgang udefra, selvom klubben arbejdede meget på at få en stor ungdomsafdeling, da man var klar over, at dette var klubbens styrke fremover. Spørgsmålet om sammenlægning med Ajax havde flere gange været rejst, uden at der havde været opbakning til forslaget. Først da Ajax ændrede sine love, således at piger også kunne optages, blev KI's bestyrelse klar over at en sammenlægning ville være bedst for kvindehåndbolden. I 1988/89 begyndte samarbejdet om en fusion, og ved Ajax' og KI's generalforsamlinger i maj 1989 var betingelserne klar, og fusionen blev vedtaget af begge parter.
Resultatet blev, at de to foreninger fusionerede den 2. maj 1989 under navnet Ajax København.